# Ruesca
Ruesca – gmina w Hiszpanii, w prowincji Saragossa, w Aragonii, o powierzchni 11,63 km². W 2011 roku gmina liczyła 75 mieszkańców.